# Grand Prix de Pelt
Le Grand Prix de Pelt est une compétition de cyclo-cross disputée à Pelt, en Belgique. Jusqu'en 2018, l'épreuve se déroulait à Neerpelt.

## Palmarès

### Hommes Élites
| Année | Vainqueur      | Deuxième            | Troisième              |
| ----- | -------------- | ------------------- | ---------------------- |
| 2005  | Bart Wellens   | Richard Groenendaal | Wim Jacobs             |
| 2006  | Niels Albert   | Bart Wellens        | Sven Nys               |
| 2007  | Sven Nys       | Niels Albert        | Bart Wellens           |
| 2008  | Sven Nys       | Bart Wellens        | Zdeněk Štybar          |
| 2009  | Niels Albert   | Zdeněk Štybar       | Klaas Vantornout       |
| 2010  | Sven Nys       | Klaas Vantornout    | Bart Aernouts          |
| 2011  | Sven Nys       | Kevin Pauwels       | Niels Albert           |
| 2012  | Sven Nys       | Niels Albert        | Klaas Vantornout       |
| 2013  | Niels Albert   | Sven Nys            | Philipp Walsleben      |
| 2014  | Sven Nys       | Klaas Vantornout    | Lars van der Haar      |
| 2015  | Wout van Aert  | Kevin Pauwels       | Laurens Sweeck         |
| 2016  | Laurens Sweeck | Jens Adams          | Michael Vanthourenhout |
| 2017  | Laurens Sweeck | Quinten Hermans     | Jens Adams             |
| 2018  | Laurens Sweeck | Marcel Meisen       | David van der Poel     |
| 2019  | Laurens Sweeck | Quinten Hermans     | Lars van der Haar      |

### Femmes Élites
| Année | Vainqueur                  | Deuxième                   | Troisième          |
| ----- | -------------------------- | -------------------------- | ------------------ |
| 2010  | Sanne van Paassen          | Daphny van den Brand       | Sanne Cant         |
| 2011  | Sanne van Paassen          | Daphny van den Brand       | Nikki Harris       |
| 2012  | Nikki Harris               | Pavla Havlíková            | Sanne Cant         |
| 2013  | Sanne Cant                 | Sophie de Boer             | Pavla Havlíková    |
| 2014  | Sanne Cant                 | Loes Sels                  | Ellen Van Loy      |
| 2015  | Sanne van Paassen          | Ellen Van Loy              | Jolien Verschueren |
| 2016  | Sophie de Boer             | Laura Verdonschot          | Nikki Brammeier    |
| 2017  | Ellen Van Loy              | Nikki Brammeier            | Helen Wyman        |
| 2018  | Denise Betsema             | Ceylin del Carmen Alvarado | Laura Verdonschot  |
| 2019  | Ceylin del Carmen Alvarado | Yara Kastelijn             | Shirin van Anrooij |

### Hommes Juniors
| Année | Vainqueur          | Deuxième         | Troisième        |
| ----- | ------------------ | ---------------- | ---------------- |
| 2015  | Jappe Jaspers      | Thijs Wolsink    | Toon Vandebosch  |
| 2016  | Pieter-Jan Vliegen | Niels Vandeputte | Arne Vrachten    |
| 2017  | Gerben Kuypers     | Witse Meeussen   | Len Dejonghe     |
| 2018  | Thibau Nys         | Ward Huybs       | Ryan Cortjens    |
| 2019  | Thibau Nys         | Ward Huybs       | Yorben Lauryssen |